# ネムロスゲ
ネムロスゲ Carex gmelinii はカヤツリグサ科スゲ属の植物。寒冷地の海岸砂地に生え、太い小穂をつける。

## 特徴
まとまって生える多年生草本。根茎は短く、茎や葉を束状に出す。基部の鞘は暗赤色に染まる。葉は幅が3～5mm。花茎は高さ30～70cmに達する。葉は花茎より短い。
花期は6～7月で、3～5個の小穂を総状花序につける。頂小穂は雌雄性、つまり先端部に雌花部があって根元側に雄花部があるもので、そのために根元側は細く、先端の雌花部で急に太くなっている。側小穂は雌性で、長さは1.5～3cm。花序も小穂もやや垂れる。小穂の付け根にある苞は最下のものは葉状部が葉状によく発達するが鞘は無い。雄花鱗片は長卵形で紫紅色をしており、先端は芒となって突き出し、芒は長さが1.5～3mmと長い。雌花鱗片は卵形で先端が芒状に突き出しており、黒褐色で果包より短い。果包は長さ4～5mm、楕円形で扁平になっており、先端は急に短い嘴となって突き出し、その先端の口部はなめらか。果包は無毛で光沢があり、はじめは黄褐色で、後に褐色になる。痩果は長さ2～2.5mm、倒卵形で断面は3稜形、果包に緩く包まれている。柱頭は3つに裂ける。
和名の由来は根室スゲで、根室の海岸から知られたことによる。

## 分布と生育環境
日本では北海道と本州の青森県、岩手県から知られ、国外ではサハリン、千島、朝鮮北部からカムチャッカ、アラスカ、アメリカ北西部にまで広く分布する。
海岸の砂地の草原に生える。

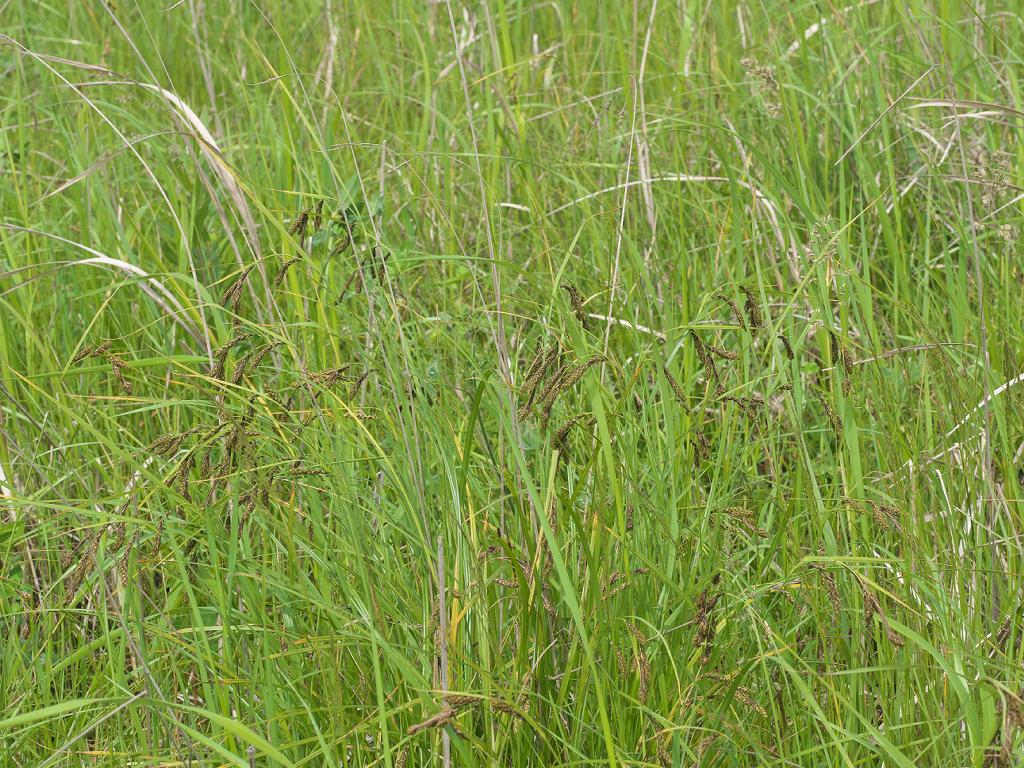
群生している様子

## 分類、類似種など
本種は頂小穂のみ雄花があって側小穂が雌性、苞に鞘がなく、果包がほぼ無毛で柱頭が3裂するなどの特徴からクロボスゲ節 Sect. Racemosae に扱われている。この節の種は日本には18種ほどあり、星野他(2011)はよく似た種としてクロボスゲをあげている。本種は頂小穂が雌雄性であること、果包が扁平でその表面がなめらかなこと、雌花鱗片の先端が芒状に突き出すことなどから他の種と区別できる。また生態的にも本種は海浜植物として出現するものなのでその点でも判別しやすい。

## 保護の状況
環境省のレッドデータブックでは準絶滅危惧種に指定されており、県別では青森県で絶滅危惧II類に、岩手県では絶滅危惧I類に指定されている。岩手県では二カ所に記録があるが、海岸整備などの影響を受けやすく、更に東日本大震災の影響かどうかは不明であるが近年は発見されておらず、あるいはすでに絶滅した可能性があるとされている。青森県では少数の産地はあるが個体数が少なく、漂着ゴミや釣り客の踏みつけなどによる影響が懸念されている。